# Dean Furman
Dean Furman, né le 22 juin 1988 au Cap en Afrique du Sud, est un footballeur professionnel sud-africain. Il joue au poste de milieu défensif avec le Carlisle United.

## Biographie
Il naît au Cap en 1988 avant de s'installer en Angleterre lorsqu'il a 5 ans.

### Carrière en club

#### Rangers
Après avoir été formé à Chelsea, il s'engage avec les Rangers le 10 mai 2006. Élément important des moins de 19 ans et de l'équipe réserve, il signe son premier contrat professionnel le 24 octobre 2007. Il joue son premier match le 10 mai 2008, face à Dundee United (victoire 3-1). L'équipe remporte la Scottish Cup contre Queen of the South (3-2).

#### Bradford City
Le 27 août 2008, il est prêté six mois à Bradford City qui évolue en League Two. Il fait ses débuts trois jours plus tard, contre Aldershot Town (défaite 3-2). Il joue 14 matchs lors de la première partie de saison et son prêt est prolongé jusqu'à la fin du championnat. Il marque son premier but le 24 janvier face à Luton Town (3-3).

#### Oldham Athletic
Malgré la volonté de Bradford City de le conserver et des Rangers de le prolonger, il s'engage pour 3 ans avec Oldham Athletic. Il joue son premier match en League One le 8 août 2009, face à Stockport County (0-0). Il marque son premier but le 14 août 2010, contre Notts County (victoire 3-0), ce but est élu but de l'année de l'English Football League. Ses bonnes performances permettent au club de se maintenir lors de ses quatre saisons au club et il porte régulièrement le brassard à partir de 2011-2012.

#### Doncaster Rovers
En mars 2013, il est prêté à Doncaster Rovers jusqu'à l'issue de la saison. Il fait ses débuts le 16 mars face à Portsmouth (1-1) et aide le club à atteindre le titre de champion de League One.
Il s'engage définitivement avec le club en juillet pour poursuivre l'aventure en Championship. Il inscrit son premier but le 22 novembre, lors d'une victoire 2-1 contre Yeovil Town. En fin de saison, l'équipe termine premier relégable et retourne en troisième division. À l'issue de la saison 2014-2015, son contrat n'est pas prolongé.

#### Supersport United
En août 2015, il prend la direction de son pays natal du côté de Supersport United. Il fait ses débuts le 28 août face à Black Aces (1-1) et marque son premier but le 8 mai 2016 contre Polokwane City (2-2). Lors de sa première saison il remporte la Coupe d'Afrique du Sud.
Il la remporte à nouveau la saison suivante et atteint la finale du Telkom Knockout.
En 2017-2018, il remporte le MTN 8 et s'incline en finale la saison suivante. Il remporte à nouveau cette compétition en 2019-2020

#### Retour à Angleterre
Le 28 août 2020, il rejoint Carlisle United.

### Carrière en équipe nationale
Il reçoit sa première sélection en équipe d'Afrique du Sud le 7 septembre 2012, en amical contre le Brésil (défaite 1-0). Il marque son premier but en sélection le 6 septembre 2013, lors des éliminatoires de la Coupe du monde 2014 contre le Botswana (victoire 4-1).
Il participe à la Coupe d'Afrique des nations 2013, 2015 et 2019.

#### Buts en sélection
| N° | Date             | Lieu                                                       | Adversaire   | Score | Résultat | Compétition                                                        |
| -- | ---------------- | ---------------------------------------------------------- | ------------ | ----- | -------- | ------------------------------------------------------------------ |
| 1. | 6 septembre 2013 | Moses Mabhida Stadium, Durban, Afrique du Sud              | Botswana     | 2–0   | 4–1      | Éliminatoires de la Coupe du monde de football 2014 : zone Afrique |
| 2. | 8 octobre 2016   | Stade du 4-Août, Ouagadougou, Burkina Faso                 | Burkina Faso | 1–0   | 1-1      | Éliminatoires de la Coupe du monde de football 2018 : zone Afrique |
| 3. | 13 octobre 2019  | Nelson Mandela Bay Stadium, Port Elizabeth, Afrique du Sud | Mali         | 1–0   | 2–1      | Amical                                                             |

## Statistiques détaillées
| Saison                | Club                  | Championnat           | Championnat | Championnat | Coupe(s) nationale(s) | Coupe(s) nationale(s) | Afrique du Sud | Afrique du Sud | Total | Total |
| Saison                | Club                  | Division              | M.          | B.          | M.                    | B.                    | M.             | B.             | M.    | B.    |
| 2007 - 2008           | Rangers               | Premier League        | 1           | 0           | -                     | -                     | -              | -              | 1     | 0     |
| Sous-total            | Sous-total            | Sous-total            | 1           | 0           | -                     | -                     | -              | -              | 1     | 0     |
| 2008 - 2009           | Bradford City         | League Two            | 32          | 4           | 1                     | 0                     | -              | -              | 33    | 4     |
| Sous-total            | Sous-total            | Sous-total            | 32          | 4           | 1                     | 0                     | -              | -              | 33    | 4     |
| 2009 - 2010           | Oldham Athletic       | League One            | 38          | 0           | 3                     | 0                     | -              | -              | 41    | 0     |
| 2010 - 2011           | Oldham Athletic       | League One            | 42          | 5           | 2                     | 0                     | -              | -              | 44    | 5     |
| 2011 - 2012           | Oldham Athletic       | League One            | 23          | 1           | 6                     | 1                     | -              | -              | 29    | 2     |
| 2012 - 2013           | Oldham Athletic       | League One            | 28          | 2           | 6                     | 0                     | 9              | 0              | 43    | 2     |
| Sous-total            | Sous-total            | Sous-total            | 131         | 8           | 17                    | 1                     | 9              | 0              | 157   | 9     |
| 2012 - 2013           | Doncaster Rovers      | League One            | 8           | 0           | -                     | -                     | 4              | 0              | 12    | 0     |
| 2013 - 2014           | Doncaster Rovers      | Championship          | 32          | 1           | 3                     | 0                     | 5              | 1              | 40    | 2     |
| 2014 - 2015           | Doncaster Rovers      | League One            | 34          | 2           | 5                     | 0                     | 11             | 1              | 50    | 3     |
| Sous-total            | Sous-total            | Sous-total            | 74          | 3           | 8                     | 0                     | 20             | 2              | 102   | 5     |
| 2015 - 2016           | Supersport United     | Premier Soccer League | 24          | 1           | 8                     | 0                     | 5              | 0              | 37    | 1     |
| 2016 - 2017           | Supersport United     | Premier Soccer League | 27          | 1           | 10                    | 0                     | 6              | 1              | 43    | 2     |
| 2017 - 2018           | Supersport United     | Premier Soccer League | 27          | 1           | 4                     | 0                     | 6              | 0              | 37    | 1     |
| 2018 - 2019           | Supersport United     | Premier Soccer League | 19          | 0           | 5                     | 1                     | 8              | 0              | 32    | 1     |
| 2019 - 2020           | Supersport United     | Premier Soccer League | 22          | 1           | 7                     | 0                     | 3              | 1              | 32    | 2     |
| Sous-total            | Sous-total            | Sous-total            | 119         | 4           | 34                    | 1                     | 28             | 2              | 181   | 7     |
| Total sur la carrière | Total sur la carrière | Total sur la carrière | 357         | 19          | 60                    | 2                     | 57             | 4              | 474   | 25    |

## Palmarès

### Rangers
- Scottish Premiership
  - Vice-champion : 2007-2008
- Scottish Cup
  - Vainqueur : 2007-2008

### Doncaster Rovers
- League One
  - Champion : 2012-2013

### Supersport United
- Coupe d'Afrique du Sud
  - Vainqueur : 2015-2016 et 2016-2017
- Telkom Knockout
  - Finaliste : 2016
- MTN 8
  - Vainqueur : 2017 et 2019
  - Finaliste : 2018